# إخولان (هلالة)
إخولان هي إحدى مشيخات المملكة المغربية، تتبع جغرافيا لإقليم شتوكة آيت باها وإداريًا لهلالة. يقدر عدد سكانها بـ 1121 نسمة حسب الإحصاء الرسمي للسكان والسكنى لسنة 2004.